# Mark Vonnegut
Mark Vonnegut (ur. 11 maja 1947) – amerykański pediatra i autor wspomnień, syn pisarza Kurta Vonneguta. Autor autobiograficznej powieści Eden Express, opisującej jego podróż do Kolumbii Brytyjskiej celem założenia komuny i walkę ze schizofrenią.